# George Dawes
George Dawes, britanski general, * 1890, † 1973.